# Mistrzostwa Polski w Boksie 1966
37. Mistrzostwa Polski w boksie mężczyzn odbyły się w dniach 16-22 maja 1966 roku we Wrocławiu.

## Medaliści
| Kategoria:                        | Złoto:                                  | Srebro:                                | Brąz:                                                                  |
| waga musza (do 51 kg)             | Artur Olech (Gwardia Wrocław)           | Hubert Skrzypczak (Wybrzeże Gdańsk)    | Zdzisław Drożdżal (Widzew Łódź) Jerzy Matz (Olimpia Poznań)            |
| waga kogucia (do 54 kg)           | Ryszard Andruszkiewicz (Polonia Gdańsk) | Adam Romaniszyn (Błękitni Kielce)      | Ludwik Czupik (Victoria Jaworzno) Jerzy Wichman (Gwardia Warszawa)     |
| waga piórkowa (do 57 kg)          | Piotr Gutman (ŁTS Łabędy)               | Henryk Mielczewski (Stal Grudziądz)    | Tadeusz Koba (Polonia Jelenia Góra) Bogdan Radzikowski (Gwardia Łódź)  |
| waga lekka (do 60 kg)             | Antoni Dąsal (Gwardia Wrocław)          | Jan Tkocz (Carbo Gliwice)              | Janusz Grzegorzewski (Gwardia Łódź) Ryszard Petek (Avia Świdnik)       |
| waga lekkopółśrednia (do 63,5 kg) | Ryszard Rybski (Zawisza Bydgoszcz)      | Zenon Trzepieciński (Błękitni Kielce)  | Władysław Kaim (Hutnik Nowa Huta) Bronisław Staniaszczyk (Widzew Łódź) |
| waga półśrednia (do 67 kg)        | Wiesław Rudkowski (Legia Warszawa)      | Sylwester Kaczyński (Legia Warszawa)   | Rudolf Hajek (BBTS Bielsko-Biała) Jan Kaczorowski (Gwardia Łódź)       |
| waga lekkośrednia (do 71 kg)      | Józef Grzesiak (Gwardia Wrocław)        | Bogdan Misiak (Gwardia Łódź)           | Roman Dębicki (Gwardia Warszawa) Waldemar Ziółkowski (Gwardia Wrocław) |
| waga średnia (do 75 kg)           | Hubert Kucznierz (Carbo Gliwice)        | Lucjan Słowakiewicz (Hutnik Nowa Huta) | Maciej Stańczykowski (Gwardia Łódź) Wiesław Żuk (Hutnik Nowa Huta)     |
| waga półciężka (do 81 kg)         | Stanisław Dragan (Hutnik Nowa Huta)     | Marian Wypych (Olimpia Poznań)         | Tadeusz Śliwa (Gwardia Wrocław) Józef Zygarłowski (Gwardia Warszawa)   |
| waga ciężka (powyżej 81 kg)       | Lucjan Trela (Stal Stalowa Wola)        | Zbigniew Gugniewicz (Polonia Gdańsk)   | Ludwik Denderys (Gwardia Wrocław) Tadeusz Kubacki (Gwardia Łódź)       |